# سازمان همکاری‌های اقتصادی آسیا–پاسفیک
سازمان همکاری‌های اقتصادی آسیا-پاسفیک (APEC) یک گروه اقتصادی از کشورهای حاشیه اقیانوس آرام هستند که به منظور بهبود مناسبات اقتصادی و سیاسی با یکدیگر دیدار می‌نمایند. این گروه دارای کمیته‌های اجرائی در زمینه های گسترده‌ای از مسائل، از ارتباطات تا شیلات است.
سران کشورهای تمام اعضای اپک (به استثنای چین تایپه)، طی یک همایش سالانه تحت عنوان «اجلاس سران اقتصادی اپک» با یکدیگر ملاقات می‌کنند که مکان برگزاری آن درمیان اعضای اقتصادی اپک در حال گردش است. اپک به خاطر این سنت (آداب) خود مشهور است که رهبران حاضر در آن مطابق با رسوم ملی کشور میزبان خود لباس می‌پوشند.

## اعضای کنونی
بیشتر کشورهای نوار ساحلی اقیانوس آرام، جزو اعضای این سازمان هستند، به جز:
- کلمبیا و اکوادور در آمریکای جنوبی
- شش کشور آمریکای مرکزی که عبارتند از گوآتمالا، السالوادور، نیکاراگوآ، هندوراس، کاستاریکا و پاناما.
- کامبوج، هندوستان، تیمور شرقی، ماکائو و کره شمالی در آسیا
- جزایر اقیانوس آرام، همچون فیجی، تونگا، ساموآ، وانواتو، توالو و پالائو
- اما فرانسه، با داشتن قلمروهای خارجی (جزایر) پولینزی فرانسه، والیس و فوتونا و کالدونیای جدید در اقیانوس آرام حضور دارد.

جمهوری خلق چین تنها علاقه‌مند به حضور سرزمین اصلی چین در این اجلاس بوده‌است، زیرا هنگ کنگ، و ماکائو به عنوان کشورهایی با اقتصادهای مجزا فرض می‌شوند.
هنگ کنگ در سال ۱۹۹۱ به اپک پیوست در حالی که مستعمره بریتانیا بود.
در سال ۱۹۹۷، هنگ کنگ به یک منطقه ویژه اداری جمهوری خلق چین تبدیل شده و «هنگ کنگ چین» نام گرفت.
در اثر فشار از سوی جمهوری خلق چین، جمهوری تایوان، اجازه ندارد هیچ‌یک از نام‌های جمهوری چین یا تایوان را به خود بدهد بلکه در این سازمان باید با نام چین تایپه به آن اشاره نمود. رئیس جمهور چین مجاز نیست در «اجلاس سالانه سران اقتصادی اپک» شرکت نماید و باید مقام سطح وزارتخانه در امور اقتصادی را به عنوان نماینده این کشور به این اجلاس اعزام نماید.

### اعضای بالقوه
هندوستان برای ورود به اپک درخواست نموده‌است. پیشتر این کشور با این موضوع به شدت مخالف بود، اما با وجود نفوذ و پشتیبانی جدید این کشور از سوی آمریکا، احتمال می‌رود هند با حضور خود در این اجلاس در جایگاه یک ناظر موافقت نماید.
گوآم نیز با بیان مثال هنگ کنگ، به‌طور فعال خواستار عضویت جداگانه خود در این اجلاس شده‌است، اما این درخواست از طرف آمریکا با مخالفت روبرو شد، که هم‌اکنون در گوآم حضور دارد.
۲۱ اقتصاد عضو همکاری اقتصادی اسیا و اقیانوسیه به شرح زیر است:
- استرالیا (عضو موسس در سال ۱۹۸۹)
- برونئی (عضو موسس در سال ۱۹۸۹)
- کانادا (عضو موسس در سال ۱۹۸۹)
- اندونزی (عضو موسس در سال ۱۹۸۹)
- ژاپن (عضو موسس در سال ۱۹۸۹)
- کره جنوبی (عضو موسس در سال ۱۹۸۹)
- مالزی (عضو موسس در سال ۱۹۸۹)
- نیوزیلند (عضو موسس در سال ۱۹۸۹)
- فیلیپین (عضو موسس در سال ۱۹۸۹)
- سنگاپور (عضو موسس در سال ۱۹۸۹)
- تایلند (عضو موسس در سال ۱۹۸۹)
- ایالات متحده (عضو موسس در سال ۱۹۸۹)
- چین (پیوست در سال ۱۹۹۱)
- هنگ کنگ (پیوست در سال ۱۹۹۱)
- تایوان (پیوست در سال ۱۹۹۱)
- مکزیک (پیوست در سال ۱۹۹۳)
- پاپوا گینه نو (پیوست در سال ۱۹۹۳)
- شیلی (پیوست در سال ۱۹۹۴)
- پرو (پیوست در سال ۱۹۹۸)
- روسیه (پیوست در سال ۱۹۹۸)
- ویتنام (پیوست در سال ۱۹۹۸)

## تاریخچه و توسعه
در ژانویه ۱۹۸۹، بای هاوک، نخست وزیر استرالیا خواستار همکاری مؤثرتر اقتصادی در منطقه آسیا پاسیفیک شد. این امر موجب برگزاری اولین اجلاس اپک در کانبرا، استرالیا به ریاست وزیر خارجه آن کشور، گرت ایوانز در ماه نوامبر شد. این اجلاس، با حضور وزیر سیاسی|وزرای ۱۲ کشور، راجع به اقدامات آن جهت اجلاس آتی سالانه در سنگاپور و کره جنوبی تصمیم‌گیری نمودند.
در ابتدا مالزی با عضویت آسه آن در اپک مخالف بود، در عوض (تشکیل) یک گروه اقتصادی آسیای شرقی (EAEC) را در اپک پیشنهاد نمود، که 'کشورهای غربی ' همچون ایالات متحده| آمریکا، استرالیا یا زلاند نو جزو اعضای آن نمی‌شدند. این طرح نیز خود از سوی آمریکا و ژاپن مورد مخالفت واقع شد.

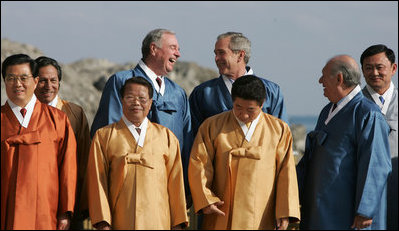
اجلاس ۲۰۰۵ اپک، بوسان، کره جنوبی

اولین اجلاس سران اپک در سال ۱۹۹۳ زمانی برگزار شد که بیل کلینتون، رئیس‌جمهور (وقت) آمریکا، این اجلاس را وسیله‌ای حساس برای بازگردان دور مذاکرات خود با اروگوئه به مسیر اصلی خود می‌دید، (به همین منظور) سران اقتصادی کشورهای عضو آن را به بلیک آیلند، واشینگتن دعوت نمود. در بلیک آیلند، سران آن خواستار ادامه کاهش موانع تجاری و سرمایه‌گذاری با این پیش‌بینی شدند که «جامعه آسیا پاسیفیک» موجب ارتقاء پیشرفت از طریق همکاری خواهد شد. مقرهای اپک در سنگاپور واقع شده‌است.
اپک در سال ۱۹۹۴ در اجلاس بوگور «اهداف بوگور» را که در آن بررسی شده بود، ذکر نمود که عبارت بودند از تجارت و سرمایه‌گذاری باز و آزاد از طریق کاهش سد تعرفه تا این که به سطحی بین صفر تا پنج درصد در ناحیه آسیا- پاسیفیک برای اقتصادهای صنعتی تا سال۲۰۱۰ و برای اقتصادهای در حال توسعه تا سال ۲۰۲۰ برسد.

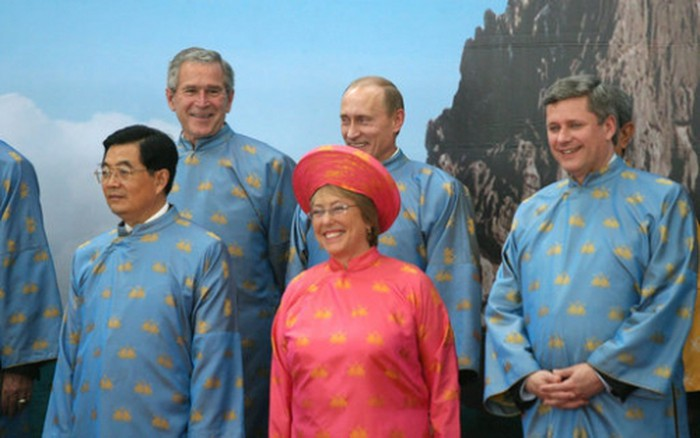
اجلاس ۲۰۰۶ اپک، هانوی، ویتنام

در سال ۱۹۹۵، اپک یک مرجع مشاوره‌ای تجاری به نام مجمع مشاوره تجاری اپک تأسیس نمود که شامل سه مقام اجرائی تجاری از هریک از (انواع) اقتصاد عضو بود.
در سال۱۹۹۷، اجلاس اپک در وانکوور، ایالت بریتیش کلمبیا (کانادا) برگزار شد. اعتراض عظیمی به راه افتاد زمانی که دولتمردان به افسران سواره نظام پلیس سلطنتی کانادا| RCMP دستور دادند تا برای فرونشاندن آن از قوه قهریه و افشانه فلفل (اشک آور) علیه اعتراض کنندگان غیر خشن استفاده نمایند. معترضان با حضور دیکتاتورهایی همچون سوهارتو، رئیس‌جمهور اندونزی، مخالف بودند.
فشار اپک برای یک دورجدید مذاکرات تجاری و حمایت از برنامه کمک به ظرفیت سازی تجاری در اجلاس شانگهای در سال ۲۰۰۱، به اجرای موفق دستورکار توسعه دوحه چند هفته پس از آن منجر شد. سران همچنین 'توافق نامه شانگهای '، پیشنهاد شده از سوی آمریکا، را امضاء نمودند که بر اجرای اقدامات اپک در جهت ایجاد بازارهای باز، اصلاح ساختاری، و ظرفیت‌سازی تأکید نمودند. رهبران به عنوان بخشی از این توافق نامه، متعهد شدند تا استانداردهای شفاف‌سازی اپک را توسعه داده و پیاده سازند، هزینه‌های معاملات تجاری را در منطقه آسیا- پاسیفیک تا ۵٪ طی ۵ سال کاهش داده و از سیاست‌های آزادسازی تجاری مرتبط با فناوری اطلاعاتی کالاها و خدمات پیروی کنند.

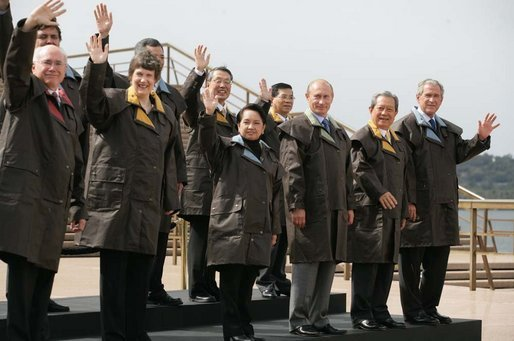
اجلاس ۲۰۰۷ اپک، سیدنی، استرالیا

در سال۲۰۰۳، رضوان حسام الدین رئیس جماعت اسلامیه، نیز که به عنوان پیرو (مذهب) حنبلی شناخته می‌شود، حمله‌ای را علیه اجلاس اکتبر ۲۰۰۳ اپک در بانکوک طراحی نمود. او در آیوتایا، تایلند نزدیک بانکوک در تاریخ ۱۱ اوت، ۲۰۰۳ توسط پلیس تایلند دستگیر شد، پیش از آن که بتواند نقشه حمله به اجلاس اپک را عملی سازد.
در سال۲۰۰۴، شیلی اولین کشور آمریکای جنوبی بود که میزبان اجلاس گردید. دستور کار اجلاس سال ۲۰۰۴ اپک بر روی مسائلی چون تروریسم و بازرگانی، تلاش برای توسعه در سطوح پایین و متوسط و بررسی دقیق توافق نامه‌های آزاد تجاری و بازرگانی منطقه‌ای متمرکز می‌شد.
اجلاس ۲۰۰۵ در ماه نوامبر در شهر بوسان، کره جنوبی برگزار شد. این اجلاس بر روی موضوع دوره (گفتگوهای) دوحه| دور مذاکرات تجاری دوحه تأکید داشت که در سازمان تجارت جهانی، اجلاس وزیران که در دسامبر همان سال در هنگ کنگ برگزار شد، بیشتر مورد بحث قرار گرفت. چند هفته زودتر، مذاکرات تجاری در پاریس بین اعضای مختلف WTO از جمله آمریکا و اتحادیه اروپا
برگزار شد. این مذاکرات با تمرکز بر کاهش موانع تجاری کشاورزی صورت گرفت. اتحادیه اروپا در برابر کاهش‌های عمده در تعرفه‌های کشاورزی مقاومت می‌نمود که نوعی فروپاشی در فرایند آن را به مخاطره می‌انداخت. در پاسخ (به آن)، اپک اتحادیه اروپا را وادار می‌ساخت تا کاهش یارانه کشاورزی را بپذیرد. گذشته از این اجلاس، معترضان صلح جو علیه اپک در شهر بوسان تظاهرات کردند، اما این امر هیچ گونه مداخله‌ای در (نتیجه) برنامه اپک نداشت.
در۱۹ نوامبر۲۰۰۶، سران حاشیه پاسیفیک (اقیانوس آرام) تقاضا نمودند یک بار دیگر به مسائل مذاکرات راکد تجارت آزاد جهانی پرداخته شود و تروریسم و تهدیدات دیگر برای امنیت محکوم گردد. همچنین اپک از کره شمالی به خاطر آزمایش اخیر اتمی اش انتقاد نمود، و این رژیم منزوی را وادار نمود تا گام‌های «منسجم و کارآمدی» به سوی خلع سلاح هسته‌ای بردارد. ویتنام به عنوان میزبان از رشد فراوانی در معاملات چند میلیون دلاری خود برخوردار بوده‌است، در حالی که ایالات متحده و روسیه پیمانی را امضا نمودند که به مسکو اجازه می‌دهد در آینده وارد سازمان تجارت جهانی شود. اولویت اولیه اقتصادی برای این اجلاس، احیای مجدد مذاکرات راکد دوحه دربارهٔ گفتگوهای تجارت جهانی است که در ژولای ۲۰۰۶ به دلیل خصومت آمریکا- اروپا پیرامون یارانه‌های کشاورزی برهم خورد. سران (اپک) مانند جرج دابلیو بوش و رئیس‌جمهور چین هو جینتائو، یک بیانیه مشترک در هشدار به پیامدهای ”وخیم “ آن صادر نمودند، در صورتی که این مذاکرات با هدف برداشتن موانع تجاری جهت افزایش رشد جهانی و ریشه کنی فقر انجام گیرد، ناکام خواهد ماند.
در طول تاریخ همکاری های اقتصادی اسیا و اقیانوس ارام، اجلاس های برگزار شده به شرح زیر است:
| زمان اجلاس از زمان تاسیس  | تاریخ اجلاس                 | محل           | شهر                     |
| ------------------------- | --------------------------- | ------------- | ----------------------- |
| ۱ اولین                   | ۶-۷ نوامبر ۱۹۸۹             | استرالیا      | کانبرا                  |
| ۲ اولین                   | ۲۹-۳۱ ژوئیه ۱۹۹۰            | سنگاپور       | سنگاپور                 |
| ۳ اولین                   | ۱۲-۱۴ نوامبر ۱۹۹۱           | کره جنوبی     | سئول                    |
| ۴ اولین                   | ۱۰-۱۱ سپتامبر ۱۹۹۲          | تایلند        | بانکوک                  |
| ۵ اولین                   | ۱۹-۲۰ نوامبر ۱۹۹۳           | ایالات متحده  | جزیره بلیک              |
| ۶ اولین                   | ۱۵-۱۶ نوامبر ۱۹۹۴           | اندونزی       | بوگور                   |
| ۷ اولین                   | ۱۸-۱۹ نوامبر ۱۹۹۵           | ژاپن          | اوساکا                  |
| ۸ اولین                   | ۲۴-۲۵ نوامبر ۱۹۹۶           | فیلیپین       | مانیل/سوبیک             |
| ۹ اولین                   | ۲۴-۲۵ نوامبر ۱۹۹۷           | کانادا        | ونکوور                  |
| ۱۰ اولین                  | ۱۷-۱۸ نوامبر ۱۹۹۸           | مالزی         | کوالالامپور             |
| ۱۱ اولین                  | ۱۲-۱۳ سپتامبر ۱۹۹۹          | نیوزیلند      | اوکلند                  |
| ۱۲ اولین                  | ۱۵-۱۶ نوامبر ۲۰۰۰           | برونئی        | بندر سری بگاوان         |
| ۱۳ اولین                  | ۲۰-۲۱ اکتبر ۲۰۰۱            | چین           | شانگهای                 |
| ۱۴ اولین                  | ۲۶-۲۷ اکتبر ۲۰۰۲            | مکزیک         | لس کابوس                |
| ۱۵ اولین                  | ۲۰-۲۱ اکتبر ۲۰۰۳            | تایلند        | بانکوک                  |
| ۱۶ اولین                  | ۲۰-۲۱ نوامبر ۲۰۰۴           | شیلی          | سانتیاگو                |
| ۱۷ اولین                  | ۱۸-۱۹ نوامبر ۲۰۰۵           | کره جنوبی     | بوسان                   |
| ۱۸ اولین                  | ۱۸-۱۹ نوامبر ۲۰۰۶           | ویتنام        | هانوی                   |
| ۱۹ اولین                  | ۸-۹ سپتامبر ۲۰۰۷            | استرالیا      | سیدنی                   |
| ۲۰ اولین                  | ۲۲-۲۳ نوامبر ۲۰۰۸           | پرو           | لیما                    |
| ۲۱ اولین                  | ۱۴-۱۵ نوامبر ۲۰۰۹           | سنگاپور       | سنگاپور                 |
| ۲۲ اولین                  | ۱۳-۱۴ نوامبر ۲۰۱۰           | ژاپن          | یوکوهاما                |
| ۲۳ اولین                  | ۱۲-۱۳ نوامبر ۲۰۱۱           | ایالات متحده  | هونولولو                |
| ۲۴ اولین                  | ۹-۱۰ سپتامبر ۲۰۱۲           | روسیه         | ولادی وستک              |
| ۲۵ اولین                  | ۵-۷ اکتبر ۲۰۱۳              | اندونزی       | بالی                    |
| ۲۶ اولین                  | ۱۰-۱۱ نوامبر ۲۰۱۴           | چین           | پکن                     |
| ۲۷ اولین                  | ۱۸-۱۹ نوامبر ۲۰۱۵           | فیلیپین       | پاسای                   |
| ۲۸ اولین                  | ۱۹-۲۰ نوامبر ۲۰۱۶           | پرو           | لیما                    |
| ۲۹ اولین                  | ۱۰-۱۱ نوامبر ۲۰۱۷           | ویتنام        | دا نانگ                 |
| ۳۰ اولین                  | ۱۷-۱۸ نوامبر ۲۰۱۸           | پاپوا گینه نو | پورت مورسبی             |
| ۳۱ اولین (اصل)            | 16-17 نوامبر 2019 (لغو شده) | شیلی          | سانتیاگو                |
| ۳۱ اولین (به تعویق افتاد) | ۲۰ نوامبر ۲۰۲۰              | مالزی         | کوالالامپور (پخش مجازی) |
| ۳۲ اولین                  | ۱۶ ژوئیه و ۱۲ نوامبر ۲۰۲۱   | نیوزیلند      | اوکلند (پخش مجازی)      |
| ۳۳ اولین                  | ۱۸-۱۹ نوامبر ۲۰۲۲           | تایلند        | بانکوک                  |
| ۳۴ اولین                  | ۱۵-۱۷ نوامبر ۲۰۲۳           | ایالات متحده  | سان فرانسیسکو           |
| ۳۵ اولین                  | ۱۶–۱۰ نوامبر ۲۰۲۴           | پرو           | کوسکو                   |